# Andrej Konach
Andrej Wiktarawitsch Konach (belarussisch Андрэй Віктаравіч Конах, russisch Андрей Викторович Конах, englische Transkription Andrey Viktorovich Konakh; * 17. Dezember 1980) ist ein belarussischer Badmintonspieler.

## Karriere
Andrej Konach gewann 1998 die belarussische Juniorenmeisterschaft. 2002 siegte er bei den Slovak International und den Czech International, 2004 bei den Finnish International.

## Sportliche Erfolge
| Saison | Veranstaltung                               | Disziplin    | Platz | Name                                |
| ------ | ------------------------------------------- | ------------ | ----- | ----------------------------------- |
| 1998   | Belarus: Einzelmeisterschaften der Junioren | Herrendoppel | 1     | Andrej Konach / Dmitrii Butarev     |
| 2002   | Slovak International                        | Mixed        | 1     | Andrej Konach / Nadieżda Kostiuczyk |
| 2002   | Czech International                         | Mixed        | 1     | Andrej Konach / Nadieżda Kostiuczyk |
| 2004   | Belarus: Einzelmeisterschaften              | Herrendoppel | 1     | Andrej Konach / Oleg Gutarev        |
| 2004   | Belarus: Einzelmeisterschaften              | Mixed        | 1     | Andrej Konach / Olga Konon          |
| 2004   | Finnish International                       | Mixed        | 1     | Andrej Konach / Olga Konon          |
| 2006   | Belarus: Einzelmeisterschaften              | Mixed        | 1     | Andrej Konach / Olga Konon          |
| 2008   | Belarus: Einzelmeisterschaften              | Herrendoppel | 1     | Andrej Konach / Aleksei Konakh      |
| 2008   | Belarus: Einzelmeisterschaften              | Mixed        | 1     | Andrej Konach / Alesia Zaitsava     |
| 2009   | Belarus: Einzelmeisterschaften              | Herrendoppel | 1     | Andrej Konach / Aleksei Konakh      |